# أديل
أديل لوري بلو أدكنز (بالإنجليزية: Adele Laurie Blue Adkins) (ولدت في 5 مايو 1988 في توتنهام، شمال لندن). هي مغنية وكاتبة أغاني إنجليزية. اشتهرت بأول ألبوم لها 19.
صدر ألبوم أديل الأول في سنة 2008 بعنوان 19 ومنذ ظهورها حصدت الكثير من النجاح النقدي والتجاري، واحتل الألبوم المرتبة الأولى في بريطانيا وحصل على 7 اسطوانات بلاتينية أيضاً. بلغت مبيعات الألبوم 6.5 ملايين نسخة في جميع أنحاء العالم. في عام 2009، فازت أديل بجائزتي غرامي إحداهما عن فئة (أفضل فنان جديد). بعد أسبوع من بث جوائز الجرامي، وصل الألبوم إلى المرتبة العاشرة في الولايات المتحدة. تعززت مسيرتها الفنية في الولايات المتحدة عند ظهورها في برنامج ساترداي نايت لايف وفوزها بجوائز الغرامي. وفي الوقت نفسه بلغت أغنية "Chasing Pavements" المرتبة الـ 21 في قائمة بيلبورد هوت 100.
في سنة 2011 اصدرت أديل ثاني ألبوم لها 21 الذي أشاد به معظم النقاد مما جعله يتخطى نجاح ألبومها الأول حتى من الناحية التجارية. لتحصل على 6 جوائز غرامي في سنة 2012 من بينهم جائزة (ألبوم السنة) والعديد من الجوائز الأخرى. بلغت مبيعات الألبوم 28 مليون نسخة حول العالم، أطلقت البومها الثالث 25 في نوفمبر 2015.
اختارت مجلة بيلبورد أديل كأفضل فنان في سنة 2011. في 2012 احتلت أديل المرتبة الخامسة في قائمة (أعظم 100 مرأة في الموسيقى) الصادرة عن قناة VH1، وأدرجتها مجلة التايم ضمن قائمة (أكثر الأشخاص تأثيراً في العالم). في 2013، فازت أديل بجائزتي الغولدين غلوب وجائزة الأوسكار عن فئة (أفضل أغنية أصلية) عن أغنية «Skyfall».

## نشأتها
ولدت أديل في توتنهام، شمال لندن، إنجلترا، في 5 مايو، 1988. أمها بيني أدكنز إنجليزية ووالدها مارك إيفانز ويلزي. في سن الثانية رحل والدها وترك والدها أُمها البالغة 20 سنة آنذاك وحدها لتربي ابنتها. بدأت أديل الغناء في سن الرابعة حيث قالت أنها أصبحت مهووسة بالأصوات. تأثرت أديل بفرقة سبايس جيرلز لدرجة كبيرة من ناحية الشغف والحب للموسيقى، فقالت «لقد جعلوني ما انا عليه حاليا». في صغرها كانت أديل تؤدي أغاني الفرقة في حفلات العشاء. في سن التاسعة انتقلت أديل مع أمها إلى برايتون.
تخرجت أديل من مدرسة بريت في كرويدون في مايو 2006، مع زميلتيها ليونا لويس وجيسي جي، عزة أديل الفضل لمدرستها بسبب رعايتها لموهبتها عندما كانت طالبة في المدرسة. ومع أنها ابتعدت عن شمال لندن.

## مسيرتها الفنية

### 2006–10: بداية مسيرتها و 19

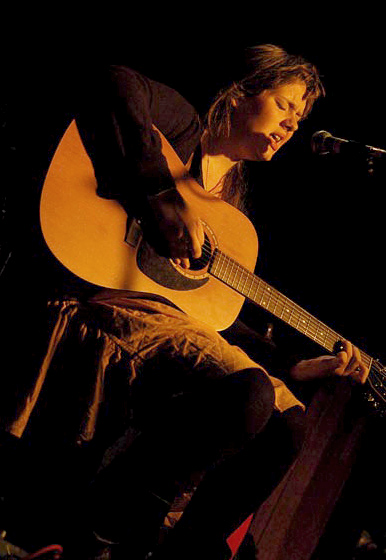
أديل في أداء حي في لندن (2007)

بعد 4 أشهر من تخرجها نشرت أغنيتين في العدد الرابع من مجلة فنية على الإنترنت. وكانت قد سجلت أديل ثلاث أغاني تجريبية من أجل مشروع دراسي وأعطتهم لصديق، فقام بنشرها على موقع ماي سبيس حيث أصبحت ناجحة جدًا هناك والذي أدى إلى تلقيها لمكالمة من شركة تسجيلات XL. في بداية الأمر تشككت أديل حول أن كان العرض حقيقياً لأن الشركة الوحيدة التي كانت تعرفها هي شركة تسجيلات فيرجن وفيما بعد أخذت إحدى أصدقائها معها إلى الاجتماع.
أصدرت أديل أول أغنية لها في أكتوبر، 2007 بعنوان «Hometown Glory» والتي حظيت بأستقبال نقدي ممتاز واحتلت المرتبة الـ 19 في بريطانيا.

### 2011–13: 19 النجاح العالمي و 21
صدر ألبوم أديل الأول في يناير 2008، وحمل اسم 19، نسبة إلى عمرها حين كتبت معظم اغاني الألبوم. حل الألبوم في المرتبة الأولى في بريطانيا في أول اسبوع له، ولاقى الألبوم استقبالاً نقدياً إيجاباً من مختلف النقاد والمجلات.
أصدرت أديل ثاني أغنية لها في يناير 2008 باسم "Chasing Pavements"، قبل اسبوعين من إصدار الألبوم، ووصلت الأغنية إلى المرتبة الثانية في بريطانيا والـ 21 في الولايات المتحدة. ترشحت أديل للعديد من الجوائز وكانت معظمها عن فئة «أفضل فنان جديد». في مارس 2008 وقعت أديل عقد مع شركة كولومبيا للتسجيلات من اجل إصدار ألبوماتها في الولايات المتحدة، وفي نفس الشهر شرعت في جولةٍِ قصيرة في الولايات المتحدة، وفي يونيو من نفس العام صدر الألبوم في الولايات المتحدة. كتبت مجلة بيلبورد «لدى أديل القدرة على أن تصبح من أكثر الفنانين العالمين الهاماً واحتراماً في جيلها».
بدأت أديل أولى جولاتها الغنائية (أَمسية مع أديل) في يناير 2008 وانتهت في يونيو 2009 من اجل دعم الألبوم عالمياً، حيث تضمنت 78 حفل في أوروبا وأمريكا الشمالية ولكن كان للولايات المتحدة النصيب الأكبر من هذه الجولة.

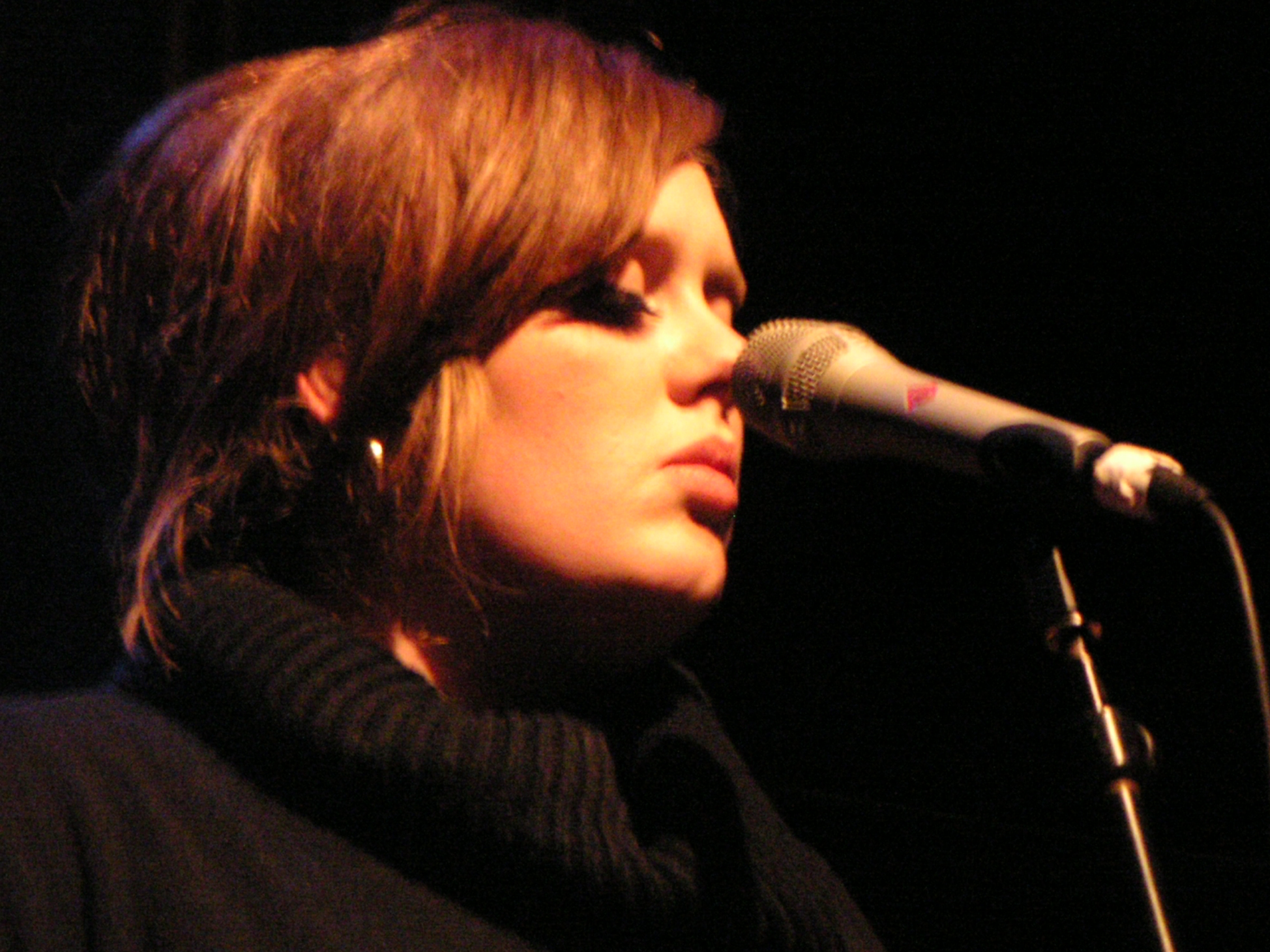
أديل في اداء حي في 2009

بحلول منتصف شهر أكتوبر 2008، بدا بأن محاولة أديل لأقتحام الأسواق في أمريكا بائت بالفشل. ولكن لاحقاً في 18، أكتوبر ظهرت في برنامج ساترداي نايت لايف حيث حصلت الحلقة على أفضل معدل مشاهدات منذ 14 سنة في تاريخ البرنامج بـ 17 مليون مشاهد، وغنت أديل أغنيتين خلال الحلقة هما "Chasing Pavements"و "Cold Shoulder"، وفي اليوم التالي تصدر 19، قائمة آي تيونز لأفضل الألبومات ووصل إلى المرتبة الخامسة على موقع أمازون بينما أغنية "Chasing Pavements" صعدت لقائمة أفضل 25 أغنية في الولايات المتحدة. الألبوم وصل إلى المرتبة الـ 11 في قائمة بيلبورد 200 كنتيجة لظهورها في البرنامج حيث كان في المرتبة الـ 46 في الأسبوع السابق.
في نوفمبر، 2008 انتقلت أديل من منزل أٌمها إلى نوتينغ هيل. في فبراير، 2009 حصل الألبوم على الأسطوانة الذهبية (500,000 نسخة) في الولايات المتحدة وبحلول يوليو من نفس العام كان الألبوم قد باع 2,2 مليون نسخة حول العالم.
في 2010 ترشحت أديل لجائزة الغرامي عن فئة (أفضل أداء صوتي لأنثى) عن أغنية "Hometown Glory"، وفي أبريل دخلت أغنية "My Same" سباق الأغاني الألماني بعد أن غنتها لينا ماير-لاندروت في أحد برامج المواهب المؤهلة لمسابقة يوروفيجن للأغاني 2010.
أصدرت أديل ألبومها الثاني "21" في 24، يناير 2011 في المملكة المتحدة و22، فبراير في الولايات المتحدة. قالت أديل بأن الألبوم كان مستوحاً من انفصالها عن شريكها السابق.
تصدر الألبوم المركز الأول في 28 دولة حول العالم من ضمنها الولايات المتحدة وبريطانيا. احتل ألبوم المركز الأول في بريطانيا بمبيعات تجازوت 208.000 نسخة في أول اسبوع له على إصداره. وفي الولايات المتحدة احتل ألبوم أيضًا المركز الأول بمبيعات تجاوت 352.000 نسخة في أول أسبوع فقط. أداء مؤثرة لأديل في حفل توزيع جوائز بريت 2011 لأغنية "Someone Like You" دفع الأغنية لتصل إلى المرتبة الأولى في المملكة المتحدة وفي نفس الوقت دخل ألبومها الأول مجدداً إلى سباق الألبومات في المملكة المتحدة بجانب 21. بينما الأغنية الأولى والثانية "Rolling in the Deep" و"Someone Like You" كانتا من ضمن أول 5 أغاني في سباق الاغاني في المملكة المتحدة، الذي جعل أديل الفنان الحي الأول الذي يحصل على اغنيتان من ضمن أول خمس اغاني بنفس الوقت مع ألبومان ضمن أول خمس ألبومات في المملكة المتحدة منذ فعلها البيتلز عام 1964.
ووصلت مبيعات ألبوم إلى أكثر من 26 مليون نسخة حول العالم حتى الآن. وحصلت ثلاث أغاني من ألبومها على المركز الأول في الولايات المتحدة ومعظم دول العالم. وبالإضافة إلى ذلك حققت أديل أكبر نسبة مبيعات في الولايات المتحدة في عامي 2011 و2012 واحتل ألبوم 71 أسبوعًا متواصلاً ضمن أول عشر ألبومات في المملكة المتحدة منها 23 أسبوعًا في المركز الأول مما جعلها أول فنانة في تاريخ الموسيقة البريطانية تنال هذا التقدير. بعض الإحصاءات عن الألبوم:
- أكثر الألبومات حصولاً على شهادات موسيقية في تاريخ بريطانيا بـ 16 أسطوانة بلاتينية.
- أكثر ألبوم تم تنزيله في تاريخ بريطانيا.
- أكثر الألبومات مبيعاً خلال القرن الواحد والعشرين في بريطانيا.
- رابع أكثر الألبومات مبيعاً في تاريخ بريطانيا.
- أديل هي الفنان البريطاني أو الأوروبي الوحيد الذي يحصل على الأسطوانة الألماسية في الولايات المتحدة في أقل من سنتين.

وقضى الألبوم 24 أسبوع في المرتبة الأولى في الولايات المتحدة، وفي فبراير 2012 حصدت أديل ستة جوائز غرامي من ضمنها (أفضل ألبوم في السنة).
في أكتوبر 2012 أكدت أديل بأنها قد كتبت وسجلت الأغنية الرئيسية للجزء الـ 23 من سلسلة أفلام جيمس بوند، Skyfall مع المنتج بول إبوورث. احتلت الأغنية المرتبة الأولى في 14 دولة حول العالم مثل فرنسا، ألمانيا وإيطاليا، ودخلت في المرتبة الثامنة في قائمة بيلبورد هوت 100 وهي أول أغنية لأديل تكون من «أول عشرة اغاني» فور صدورها بمبيعات بلغت الـ 261,000 نسخة في أول 3 أيام، وبحلول 28، نوفمبر 2012 بلغت مبيعات الأغنية بـ مليوني نسخة حول العالم.
في ديسمبر 2012، حصلت أديل على لقب (فنان ألسنة) وحصل 21 على (ألبوم السنة) من قبل مجلة بيلبورد لتصبح الفنان الأول الذي يحصل على على هذان اللقبان خلال سنتان متتاليتان.

### 2013
في يناير 2013 ذكرت تقارير بأن أديل تعمل على تسجيل ألبوم جديد، إلا أنها قالت بأنها تود العمل على ألبوم جديد عندما يكون لديها «شيء لتغني عنه» على حد تعبيرها. في 13 يناير 2013 فازت أديل بجائزة الغولدين غلوب عن فئة (أفضل أغنية أصلية) عن أغنية «سكايفول»، وفي 24 فبراير غنت أديل الأغنية لأول مرة في حفل مهرجان توزيع جوائز الأوسكار الـ 85، وفي نفس الليلة فازت بجائزة الاوسكار عن نفس فئة أيضاً. في 10 فبراير خلال حفل توزيع جوائز الغرامي 2013 فازت بجائزة واحدة عن فئة (أفضل أداء منفرد - بوب) عن أغنية "Set Fire to the Rain".

### 2015
وفي 2015 أعلنت أديل عبر حسابها في تويتر عن ألبومها الجديد الذي يحمل عنوان "25"، وذلك نسبة لعمرها خلال إنتاج الألبوم. وقالت في بيان على تويتر لم تكشف فيه عن موعد طرح الألبوم: "25 بمثابة التعرف على الشخصية التي أصبحت عليها دون أن أعرف. وأعتذر عن استغراق هذا الوقت الطويل لكن هذا حال الحياة." تم إصداره في 20 نوفمبر ولقد تم بيع أكثر من 800 ألف نسخة من ألبوم "25" في الأسبوع الأول من عرضه في بريطانيا، وهو أعلى رقم على الإطلاق بقائمة الأغاني البريطانية خلال أسبوع واحد.

### 2021 - الحاضر
في 19 نوفمبر 2021 تم إصدار ألبومها الرابع بعنوان "30"وبعد مرور أسبوع على إصداره تم بيع 261 ألف نسخة من الألبوم.

## حياتها الشخصية
ذكر في يناير 2012 أن أديل في علاقة مع رجل الأعمال سايمون كونيكي. في يونيو 2012 أعلنت أديل بأنها حامل. أنجبت أديل ابنها أنجيلو في 19 أكتوبر، 2012 وهو الطفل الأول لها والثاني لسايمون الذي لديه ابنة من زوجته السابقة، وقد أصيبت أديل باكتئاب الولادة بعد انجابها لأنجيلو.
كانت أديل تمتلك شقة في نوتينغ هيل، في لندن في 2008، وفي فبراير 2012 انتقلت إلى منزل فخم ذو تكلفة 7 مليون جنيه في ويست ساسكس مع سايمون. في أبريل 2013 ذُكر بأن ثروة أديل بلغت 30 مليون جنيه، مما يجعلها أغنى موسيقي بريطاني شاب تحت سن الـ 30 سنة. في يونيو، 2013 مُنحت أديل رتبة عضو في الإمبراطورية البريطانية لإسهاماتها في مجال الموسيقى، وتم تسليمها الجائزة من قِبل الأمير تشارلز في قصر بكنغهام بتاريخ 19 ديسمبر، 2013، وفي أبريل 2019 انفصلت عن زوجها سايمون كونيكي، الذي قضت معه 3 سنوات.

## التأثيرات الموسيقية
ذكرت أديل أن أهم المغنيات التي تأثرت بهم هما Etta James وBeyoncé. ذكرت أيضًا بأنه خلال نشأتها كانت تحب موسيقى فنانين آخرين مثل Spice Girls وThe Cure و Dusty Springfield وآخرين. قالت أيضًا أن والدتها، عرفتها على موسيقى: Aaliyah وMary J. Blige وAlicia Keys، الذين ألهموها كذلك.

## في وسائل الاعلام المختلفة
أشتهرت اغاني أديل كثيراً على صعيد التلفاز والأفلام السينيمائية
- أغنية "Hometown Glory" قد ظهرت على نطاق واسع في المملكة المتحدة والولايات المتحدة بما في ذلك البرامج التلفزيونية مثل بشرات، غريز أناتومي، سو يو ثينك يو كان دانس، ون تري هيل، سيكريت دياري اوف أ كول غيرل، ذا هيلز و90210.
- أغنية "Make You Feel My Love" ظهرت في عدة مسلسلات مثل شبح هامس وبونز.
- أغنية "Rolling in the Deep" ظهر جزء منها في إعلان شركة أبل عن جهازها الجديد آي فون 4S.
- أصدرت أديل في 5، أكتوبر 2012 أغنية بعنوان «Skyfall» وهي الأغنية الرئيسية لفيلم Skyfall الجزء الـ 23 من سلسلة أفلام جيمس بوند، وفازت بجائزة الاوسكار والغولدين غلوب عن فئة (أفضل أغنية أصلية).

## ألبومات
- 19 (2008)
- 21 (2011)
- 25 (2015)
- 30 (2021)

## جوائز الغرامي
| السنة | المرشح                 | الفئة                           | النتيجة |
| ----- | ---------------------- | ------------------------------- | ------- |
| 2009  | أديل                   | أفضل فنان جديد                  | فوز     |
| 2009  | "Chasing Pavements"    | تسجيل السنة                     | رُشِّح     |
| 2009  | "Chasing Pavements"    | أغنية السنة                     | رُشِّح     |
| 2009  | "Chasing Pavements"    | أفضل أداء صوتي انثوي - بوب      | فوز     |
| 2010  | "هومتاون غلوري"        | أفضل أداء صوتي انثوي - بوب      | رُشِّح     |
| 2012  | 21                     | ألبوم السنة                     | فوز     |
| 2012  | 21                     | ألبوم السنة - بوب               | فوز     |
| 2012  | "Rolling in the Deep"  | تسجيل السنة                     | فوز     |
| 2012  | "Rolling in the Deep"  | أغنية السنة                     | فوز     |
| 2012  | "Rolling in the Deep"  | أفضل فيديو موسيقي قصير          | فوز     |
| 2012  | "Someone Like You"     | أفضل أداء منفرد - بوب           | فوز     |
| 2013  | "Set Fire to the Rain" | أفضل أداء منفرد - بوب           | فوز     |
| 2014  | "Skyfall"              | أفضل أغنية اصلية للإعلام المرئي | فوز     |

## وصلات خارجية
- أديل على موقع IMDb (الإنجليزية)
- أديل على موقع الموسوعة البريطانية (الإنجليزية)
- أديل على موقع روتن توميتوز (الإنجليزية)
- أديل على موقع ألو سيني (الفرنسية)
- أديل على موقع ميوزك برينز (الإنجليزية)
- أديل على موقع رولينغ ستون (الإنجليزية)
- أديل على موقع إن إن دي بي (الإنجليزية)
- أديل على موقع أول ميوزيك (الإنجليزية)
- أديل على موقع أول ميوزيك (الإنجليزية)
- أديل على موقع ديسكوغز (الإنجليزية)
- أديل على موقع ديسكوغز (الإنجليزية)